# Colpotrochia brevicincta
Colpotrochia brevicincta là một loài tò vò trong họ Ichneumonidae.